# بول فريكسانيت
بول فريكسانيت (بالإسبانية: Pol Freixanet Viejo) (22 أغسطس 1991 بمانريسا في إسبانيا - ) هو لاعب كرة قدم إسباني في مركز حراسة المرمى. لعب مع ريال أوفييدو ونادي إلتشي وElche CF Ilicitano ‏ وAtlético Malagueño ‏.

## وصلات خارجية
- بول فريكسانيت على موقع الاتحاد الأوربي (الإنجليزية)
- بول فريكسانيت على موقع قاعدة بيانات كرة القدم.إي يو (الإنجليزية)
- بول فريكسانيت على موقع Soccerway.com (الإنجليزية)
- بول فريكسانيت على موقع AS.com (الإسبانية)